# Менчиць Володимир Амвросійович
Менчиць Володимир Амвросійович (1837 — 16 березня 1916) — фольклорист, власник мережі книжкових магазинів, двоюрідний брат матері Михайла Грушевського.

## З біографії
Народився в с. Вчорайше (нині село Ружинського району Житомирської обл.) в родині священика. Початкову освіту отримав удома. На поч. 1850-х рр. вступив до Київської духовної семінарії, а після її закінчення — до Київської духовної академії, яку через хворобу не закінчив.
Багато подорожував. Бував як в Україні, так і за кордоном, зокрема в Австро-Угорщині та Німеччині. Записував пісні, перекази, легенди, казки та ін. матеріали в галузі народознавства. Деякий час мешкав у Санкт-Петербурзі, де познайомився з М.Костомаровим, П.Кулішем, Я.Кухаренком та ін.
У 1860-х рр. оселився в Катеринославі (нині м. Дніпро), одружився і отримав за жінкою велике віно — 900 десятин землі. Незабаром цю землю продав і вклав виручені гроші в кілька книгарень, які відкрив у Херсоні, Миколаєві та Єлизаветграді (нині м. Кропивницький). У кінці 1860-х рр. переселився до Єлизаветграда. При книгарні відкрив бібліотеку, книгами якої безкоштовно могли користуватися всі бажаючі. У 1890-х рр. оселився в Києві. Мав дружні стосунки з І.Карпенком-Карим, П.Саксаганським, І.Тобілевичем, М. К. Садовським та ін. діячами української культури.
Збирав усну народну творчість. Певний час його керівниками були проф. В.Антонович та М.Драгоманов. Його праці були видрукувані в книзі «Малорусские народные предания и рассказы» (Київ, 1876), яку впорядкував і видав М.Драгоманов. З 400 найрізноманітніших записів 62 належать М. В Інституті рукопису НБУВ зберігається рукопис М. «Сборник этнографических материалов», оправлений у картон, з помітками на полях і деякими правками в тексті, зробленими А.Кримським. На 236 аркушах вміщено 121 запис нар. легенд, анекдотів, приказок тощо.
Помер у м. Київ. Похований на Лук'янівському цвинтарі.

## Вшанування
- Провулок Володимира Менчиця в Житомирі.